# Little Big
Little Big es una agrupación rusa de música rave fundada en 2013 en la ciudad de San Petersburgo, aunque radicada en Los Ángeles (California) desde 2022. Está conformada por Ilya Ilich Prusikin y Sonya Tayurskaya. Su primera producción discográfica, With Russia from Love, fue publicada el 17 de marzo de 2014. Hasta la fecha la agrupación ha publicado cuatro álbumes de estudio y casi una veintena de sencillos.

## Historia
La agrupación debutó el 1 de abril de 2013, publicando su primer vídeoclip Every Day I'm Drinking. Hicieron su primera aparición pública el 2 de julio de 2013 en un club denominado A2, como acto de apertura de Die Antwoord.
Acto seguido, la banda empezó a realizar giras por Europa, Rusia y Norteamérica. "Esta música está realmente en demanda. No hemos invertido ni un solo centavo, sólo hemos filmado el vídeo y nos hemos dado a conocer en toda Europa", afirmó Ilya Prusikin en una entrevista con la cadena UTV.
El 19 de diciembre de 2015, la agrupación publicó su segundo álbum de larga duración, Funeral Rave. Acto seguido se ubicó en la octava posición en la lista de éxitos de iTunes en Rusia. El 21 de mayo de 2016, los vídeoclips de las canciones Give Me Your Money y Big Dick recibieron un galardón en los Berlin Music Video Awards 2016, Big Dick ganó Most Trashy, y Give Me Your Money ganó el tercer lugar. El vídeoclip de la canción "Big Dick", con cerca de 70 millones de reproducciones en YouTube, presenta gran cantidad de imágenes provocativas. "Sólo queremos mostrarle a la gente que son los dueños de sus propias vidas. Los países y los gobiernos no son tan importantes como creen, una persona puede lidiar con lo que quiera", afirmó Ilya Prusikin acerca del propósito de su música en una entrevista con el medio Noisey.
La banda tiene su propio sello discográfico, "Little Big Family", que se encarga de promocionar las bandas Little Big (desde 2016), The Hatters (desde 2016), Tatarka (desde 2016), Хлеб (desde 2017) y Lizer (desde 2018). En abril de 2018, Olympia Ivleva decidió abandonar la agrupación.
Little Big obtuvo mayor reconocimiento luego del lanzamiento del vídeoclip "Skibidi" el 6 de octubre de 2018. El vídeo muestra un baile que se hizo popular, creando un movimiento llamado el "Skibidi Challenge". Un año después, la banda publicó un nuevo vídeoclip, titulado "Go Bananas", dirigido por Alina Pasok.
El 2 de marzo de 2020, el grupo fue anunciado como representante de Rusia en Eurovisión, celebrado en Róterdam (Países Bajos), con la canción "Uno". Sin embargo, el festival fue cancelado debido a la pandemia de COVID-19.
En 2022 y a consecuencia de la invasión rusa a Ucrania, los integrantes actuales del grupo deciden mudarse a Los Ángeles, California (Estados Unidos). 

## Estilo musical
La agrupación se describe como un proyecto de arte satírico que se basa en la música, las imágenes y el espectáculo, a modo de burla de varios estereotipos nacionales rusos. Todos los vídeos son filmados por la cofundadora Alina Pasok. La banda graba y produce todos sus videos musicales.
Desde que realizaron su primer concierto como acto de apertura de Die Antwoord, la banda empezó a ser conocida como "La Die Antwoord de Rusia", y constantemente es comparada con la agrupación sudafricana. En la revista Vice se mencionó a Little Big, refiriéndose a la banda como "la respuesta de un paciente mental ruso a Die Antwoord". Otros críticos señalan que, si bien Little Big tiene una identidad propia, también expone al oyente a las canciones populares rusas y a la cultura rusa.
La agrupación ha mencionado una gran variedad de influencias, que van desde Cannibal Corpse, NOFX, Red Hot Chili Peppers, Rammstein y The Prodigy hasta Mozart y Vivaldi.

## Miembros

### Actuales
- Iliya Prusikin
- Sonya Tayurskaya

### Anteriores
- Sergey "Gokk" Makarov
- Anton Lissov
- Olympia Ivleva
- Anna Kast ➕

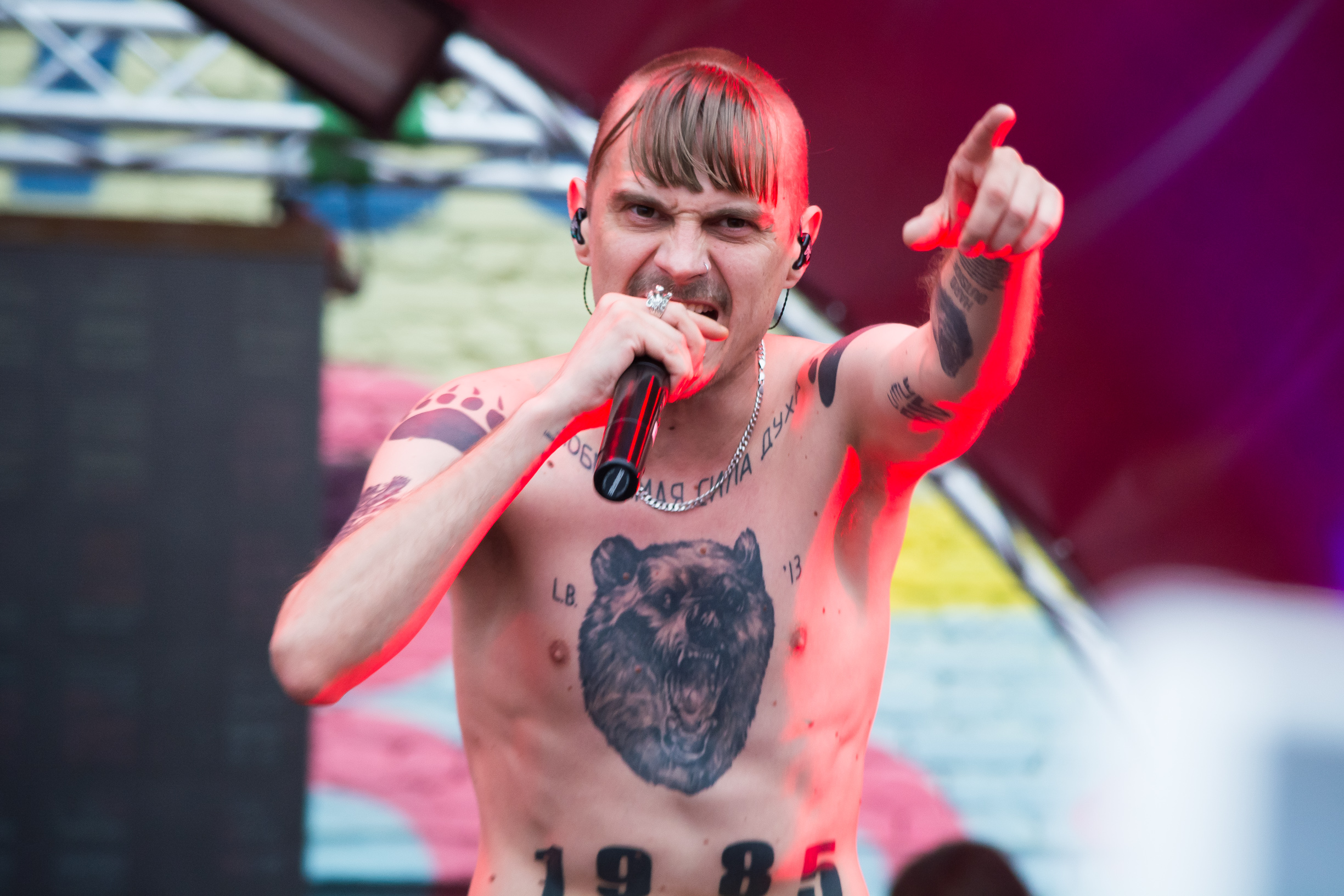
Ilya "Ilich" Prusikin
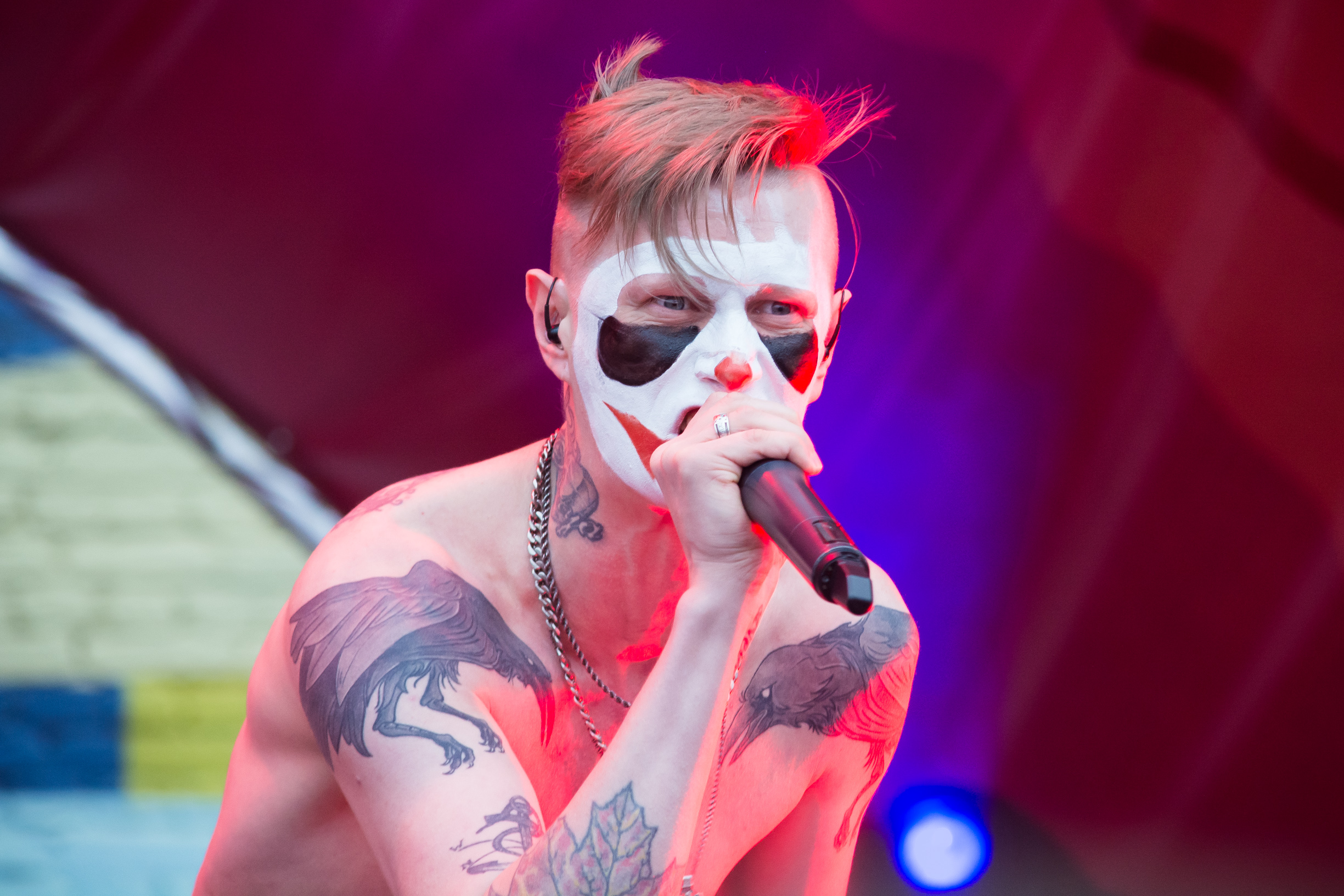
Anton Lissov
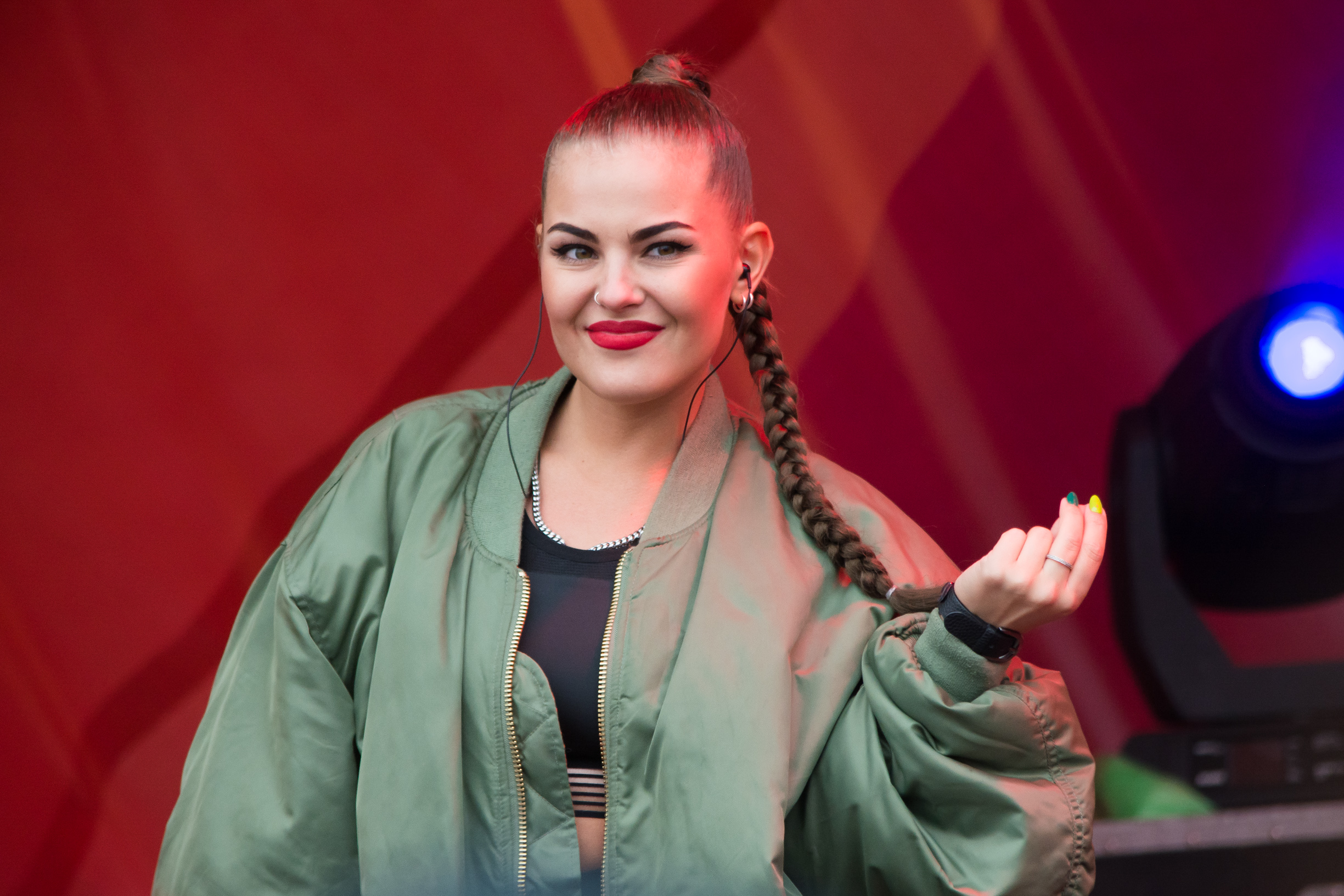
Sonya Tayurskaya

## Discografía

### Álbumes de estudio
- With Russia from Love (2014)
- Funeral Rave (2015)
- Antipositive, Pt. 1 (2018)
- Antipositive, Pt. 2 (2018)
- Lobster Popstar (2024)

### EP
- Rave On (2017)
- Skibidi (2019)
- Go Bananas (2019)

### Sencillos
- "Everyday I'm Drinking" (2013)
- "We Will Push the Button" (2013)
- "Russian Hooligans" (2013)
- "Life in Da Trash" (2013)
- "With Russia from Love" (2014)
- "Dead Unicorn" (2014)
- "Kind Inside, Hard Outside" (2015)
- "Give Me Your Money" (con Tommy Cash) (2015)
- "U Can Take" (con Tatarka) (2016)
- "Lolly Bomb" (2017)
- "Слэмятся пацаны" (con Ruki Vverh!) (2018)
- "Rave in Peace (In Memory of Keith Flint)" (2019)
- "I'm OK" (2019)
- "Skibidi"
- "Arriba" (con Tatarka y Clean Bandit) (2019)
- "Rock-Paper-Scissors" (2019)
- "UNO" (2020)
- "Hypnodancer" (2020)
- "Tacos" (2020)
- "Sex Machine" (2021)
- "We Are Little Big" (2021)
- "Moustache" (con Netta) (2021)
- "Turn It Up" (con Oliver Tree y Tommy Cash) (2021)
- "The Internet" (con Oliver Tree y Tommy Cash) (2021)
- "A Lot of Money" (2021)
- "Generation Cancellation" (2022)
- "P*ndejo" (2023)
- "It Happens" (2023) (con bbno$)
- "Hardstyle Fish" (2024) (con Little Sis Nora)
- "Boobs" (2024)
- "Lobster Popstar" (2024)
- "Kurwa" (2024)
- "Tchaikovsky" (2025)

## Videoclips
| #  | Año  | Video musical                         | Álbum                                |
| -- | ---- | ------------------------------------- | ------------------------------------ |
| 1  | 2013 | «Everyday I’m Drinking»               | «With Russia From Love»              |
| 2  | 2013 | «We Will Push A Button»               | «With Russia From Love»              |
| 3  | 2013 | «Life In Da Trash»                    | «With Russia From Love»              |
| 4  | 2013 | «Russian Hooligans»                   | «With Russia From Love»              |
| 5  | 2014 | «With Russia From Love»               | «With Russia From Love»              |
| 6  | 2014 | «Public Enemy»                        | «With Russia From Love»              |
| 7  | 2014 | «Dead Unicorn»                        | «Funeral Rave»                       |
| 8  | 2015 | «Kind Inside, Hard Outside»           | «Funeral Rave»                       |
| 9  | 2015 | «Give Me Your Money» (con Tommy Cash) | «Funeral Rave»                       |
| 10 | 2016 | «Big Dick»                            | «Funeral Rave»                       |
| 11 | 2016 | «Hateful Love»                        | «Funeral Rave»                       |
| 12 | 2016 | «Polyushko Polye»                     | «Funeral Rave»                       |
| 13 | 2017 | «U Can Take» (Tatarka y Little Big)   |                                      |
| 14 | 2017 | «Rave On»                             | «Rave On» - EP                       |
| 15 | 2017 | «LollyBomb»                           | «Antipositive, Pt. 1»                |
| 16 | 2018 | «Punks Not Dead»                      | «Antipositive, Pt. 1»                |
| 17 | 2018 | «Faradenza»                           | «Antipositive, Pt. 1»                |
| 18 | 2018 | «Ak-47»                               | «Antipositive, Pt. 1»                |
| 19 | 2018 | «Skibidi»                             | «Antipositive, Pt. 2» «Skibidi» - EP |
| 20 | 2018 | «Слэмятся пацаны» (con Руки Вверх!)   |                                      |
| 21 | 2019 | «Skibidi» (Romantic Edition)          | «Skibidi» - EP                       |
| 22 | 2019 | «I’m OK»                              |                                      |
| 23 | 2019 | «Rock-Paper-Scissors»                 | «Go Bananas» - EP                    |
| 24 | 2019 | «Go Bananas»                          | «Go Bananas» - EP                    |
| 25 | 2020 | «Uno»                                 | -                                    |
| 26 | 2020 | «Hypnodancer»                         | «Hypnodancer» - EP                   |
| 27 | 2020 | «Tacos»                               | -                                    |
| 28 | 2021 | «Sex Machine»                         | -                                    |
| 29 | 2021 | «Moustache» (con Netta)               | -                                    |

### Álbumes en vivo
- 2019 — Live in St. Petersburg

### Colaboraciones
- 2014 — Noize MC — «Капитан Америка (Не берёт трубу)»[34]
- 2016 — The Hatters — «Russian Style»[35]
- 2018 — The Hatters — «Forever Young Forever Drunk» (feat. Just Femi)
- 2019 — Animal ДжаZ — «Чувства»[36]
- 2019 — Злой Малой — «В долгий путь» (1 раунд 17ib)